# روبرت تورنر (ملحن)
روبرت تورنر هو معلم موسيقى وملحن كندي، ولد في 6 يونيو 1920 في مونتريال في كندا، وتوفي في 26 يناير 2012 في وينيبيغ في كندا.

## وصلات خارجية
- روبرت تورنر على موقع ميوزك برينز (الإنجليزية)
- روبرت تورنر على موقع أول ميوزيك (الإنجليزية)
- روبرت تورنر على موقع ديسكوغز (الإنجليزية)